# 田中神社 (守山市)
田中神社（たなかじんじゃ）は滋賀県守山市岡町に鎮座する神社である。

## 祭神
- 大己貴命

## 歴史
創祀年代は不詳である。由緒によると、田中荘総社田中大明神を奉斎したものとされる。一説によると、田中荘総社としてあったのは現在の馬路意思邊神社であり、そこをもとに現在の田中神社が成ったとされる。1876年（明治9年）社格村社に位置づけられた。

## 祭事
1975年頃、同社の氏子により子供神輿が寄付された。これを契機に、自治体の子供たちが毎年5月5日に神輿を担ぎ、豊穣と住民の健康を祈願して町中を練り歩く風習が出来た。また、春祭りや秋祭り、湯立て神事なども執り行われる。

## 摂末社

### 境内社
- 愛宕神社

### 境外社
- 三上神社